# Josep Pla i Agulló
Josep Pla i Agulló (1931-1993) fou un llatinista i traductor català. Es va especialitzar en l'obra del poeta i bisbe Venanci Fortunat (segle vi), sobre el qual va realitzar la tesi doctoral i també la primera edició crítica amb traducció en català dels dos primers llibres dels Carmina en la col·lecció de la Fundació Bernat Metge. És coautor de diversos llibres de text de llengua i cultura llatines per a l'ensenyament secundari. Un problema de salut li va impedir d'acabar l'edició de les altres obres de Venanci.
Obres destacades
- Fortunat, Venanci. Poesies (vol. I) (en català, llatí). Traducció: Josep Pla i Agulló.  Fundació Bernat Metge, 1992. ISBN 9788472255401.
- Pla i Agulló, Josep. L'Obra poètica de Venanci Fortunat, llibre primer.  Universitat de, 1988. ISBN 84-7528-460-4.